# Есторе Висконти
Есторе (Асторе, Еторе) Висконти (на италиански: Estorre (Astorre, Ettore) Visconti; * 2 април 1346 в Милано, Сеньория Милано, † 7 януари 1413 в замъка на Монца, Миланско херцогство) от рода Висконти е от 16 май до 12 юни 1412 г. господар на Милано с Джанкарло Висконти.

## Произход
Той е извънбрачен син на Бернабо Висконти (* 1321 или 1325, † 1385), господар на Бергамо, Бреша, Кремона, Сончино, Лонато и Валкамоника и съгосподар на Милано, и на Белтрамола Граси. Има един брат и две или три сестри:
- Амброджо (* 1343, † 1373), кондотиер, съпруг на Маргерита Висконти
- Енрика (* ок. 1344), съпруга на Лотарио Руска (Рускони) от Комо
- Маргерита (* ок. 1345), монахиня
- Изота (* 1370-те), вероятна сестра, съпруга на Карло да Фоляно, кондотиер

Има и пет братя и десет сестри от първия брак на баща си: Тадеа, херцогиня на Бавария, Верде, херцогиня на Австрия, Марко, господар на Парма,  Лудовико, господар на Лоди и на Парма, Валентина, кралица на Кипър и титулярна кралица на Йерусалим, Родолфо, господар на Парма, Карло, господар на Парма, Антония, графиня на Вюртемберг, Катерина, последна господарка на Милано и 1-ва херцогиня на Милано, Аниезе, графиня на Мантуа, Мадалена, херцогиня на Бавария и  на Бавария-Ландсхут, Джанмастино, господар на Бергамо и на Джера д'Ада, Лучия, маркграфиня на Майсен и графиня на Кент, Елизабета, херцогиня на Бавария-Мюнхен, Англезия, кралица на Кипър, Йерусалим и Армения. Има и четирима полубратя и пет или шест полусестри от извънбрачни връзки на баща си.

## Биография
Според Хрониката на Карара той е на 29 години през 1385 г., когато баща му е коварно заловен от Джан Галеацо Висконти. Есторе успява да избяга и да намери убежище в Бреша при своите полубратя.
През 1386–1387 г. той може би е в двора на Антонио дела Скала заедно с полубрат си  Карло Висконти, но е принуден да избяга след превземането на Верона от Милано през 1387 г. През юли 1392 г. Карло преговаря с Флоренция да предостави на Есторе грамота за безопасност.
На 3 май 1392 г. Есторе се споразумява с Джан Галеацо, който прехвърля на наследниците на Бернабо земите между Песано, Борнаго, Каругате и Касина Валера, както и владението на Мерлино в района на Лоди.
След смъртта на Джан Галеацо Висконти, първи херцог на Милано, на 3 септември 1402 г. Есторе участва в борбата за неговото наследство. 
През пролетта на 1404 г. той участва в експедицията на Гулиелмо дела Скала и Франческо II да Карара за превземане на Верона.
Есторе и други наследници на Бернабо на 2 ноември 1404 г. се обединяват с Антонио и Франческо Висконти, които набират влияние, за да се борят с лидера на партията на гвелфите Пандолфо Малатеста, и получават различни притежания от херцог Джовани Мария. Есторе получава замъците Мартиненго и Моренго.
В хода на военните операции Есторе, действащ като наместник на Джанкарло Висконти,  номиналната глава на потомците на Бернабо, успява да подчини по-голямата част от Брешанската равнина, но в края на юли 1405 г. е заловен от Пандолфо Малатеста близо до Провальо. За Есторе е определен откуп от 10 хиляди флорина, но Джанкарло се съгласява с Малатеста да върне затворника в замяна на продажбата на Палацоло. 
Джовани Мария, син на Джан Галеацо Висконти и херцог на Милано, го обвинява в заговор и през септември 1405 г.  го затваря в ужасния затвор Форни на замъка в Монца, от който по-късно е освободен от Отобоно Терци и неговите гибелински последователи. В началото на 1407 г. след споразумение между херцог Джовани Мария и всички членове на фамилията Висконти, включително наследника Бернабо, Есторе е освободен. Привличайки местните лидери на своя страна, през същата година той става господар на Монца, където сече своите монети – Grosso Monza, носещи думите Hestor Vicecomes Modoetie.
Той е член на Ордена на плитката – рицарски орден, основан от ерцхерцог Албрехт III Австрийски.
.През 1408 г. Есторе отново влиза в борба за власт в Милано. От май до юни той действа заедно с Фачино Кане и Джанкарло Висконти, атакувайки районите на Сан Симпличано и Източната порта и за кратко превзема Касано д'Ада през август.
На 16 май 1412 г. Джовани Мария Висконти, херцог на Милано, е убит от привърженици на наследниците на Бернабо, а същия ден Есторе, пристигнал тайно в Милано предварително, е провъзгласен за негов господар заедно със законния племенник на Бернабо, Джанкарло Висконти. Опитва се да защити Милано от войските на графа на Павия Филипо Мария Висконти, но на 12 юни градът капитулира. Победен, Есторе бяга в Монца с Джанкарло и сестра си Валентина и на 8 август е обсаден в Брианца от армията на Филипо Мария Висконти под командването на Франческо Бусоне, граф на Карманьола. Тук, в двора на замъка, докато е зает да напоява коня си, камък, хвърлен произволно от катапулт на обсаждащите, чупи стъпалото на левия му крак, причинявайки смъртта му от инфекция няколко дни по-късно – на 7 януари или февруари 1413 г. Неговата сестра Валентина, узаканена дъщеря на Бернабо, със съпруга си Джентиле поема защитата на замъка и интересите на оцелелите деца на Бернабо. Тя продължава защитата си до май, след което сключва споразумение с Филипо Мария Висконти. 
Есторе е погребан тържествено в катедралата „Св. Йоан Кръстител“ в Монца. През 1711 г., след работа в катедралата, тялото му е намерено мумифицирано и днес се съхранява в музея. Неговият меч, открит в гробницата, е дело на милански оръжейник; Датиран между края на 14 век и началото на 15 век, той е изложен в музея на съкровищата на катедралата в Монца. Острието с две остриета е изработено от полирана стомана, с дръжка, украсена със златно листо, докато тънки усукани златни нишки обогатяват дръжката.

## Брак и потомство
∞ за Маргерита Инфраскати, дъщеря на Джовани Инфраскати от Монца, от която има двама сина:
- Франческо Висконти († сл. 10 април 1414), vicecomes, губернатор на замъка Модетие, през 1413 г. получава имение от Филипо Мария Висконти с годишен доход от 1600 флорина
- Есторе Висконти († сл. 10 април 1414), губернатор на замъка Модетие, ∞ за Франческа Симплатори

Есторе Висконти има и незаконни деца, чиито потомци живеят чак до 1789 г.